# St. Bartholomäus (Büchenau)
St. Bartholomäus ist die katholische Dorfkirche von Büchenau,  einem Stadtteil von Bruchsal im Landkreis Karlsruhe in Baden-Württemberg.

## Geschichte

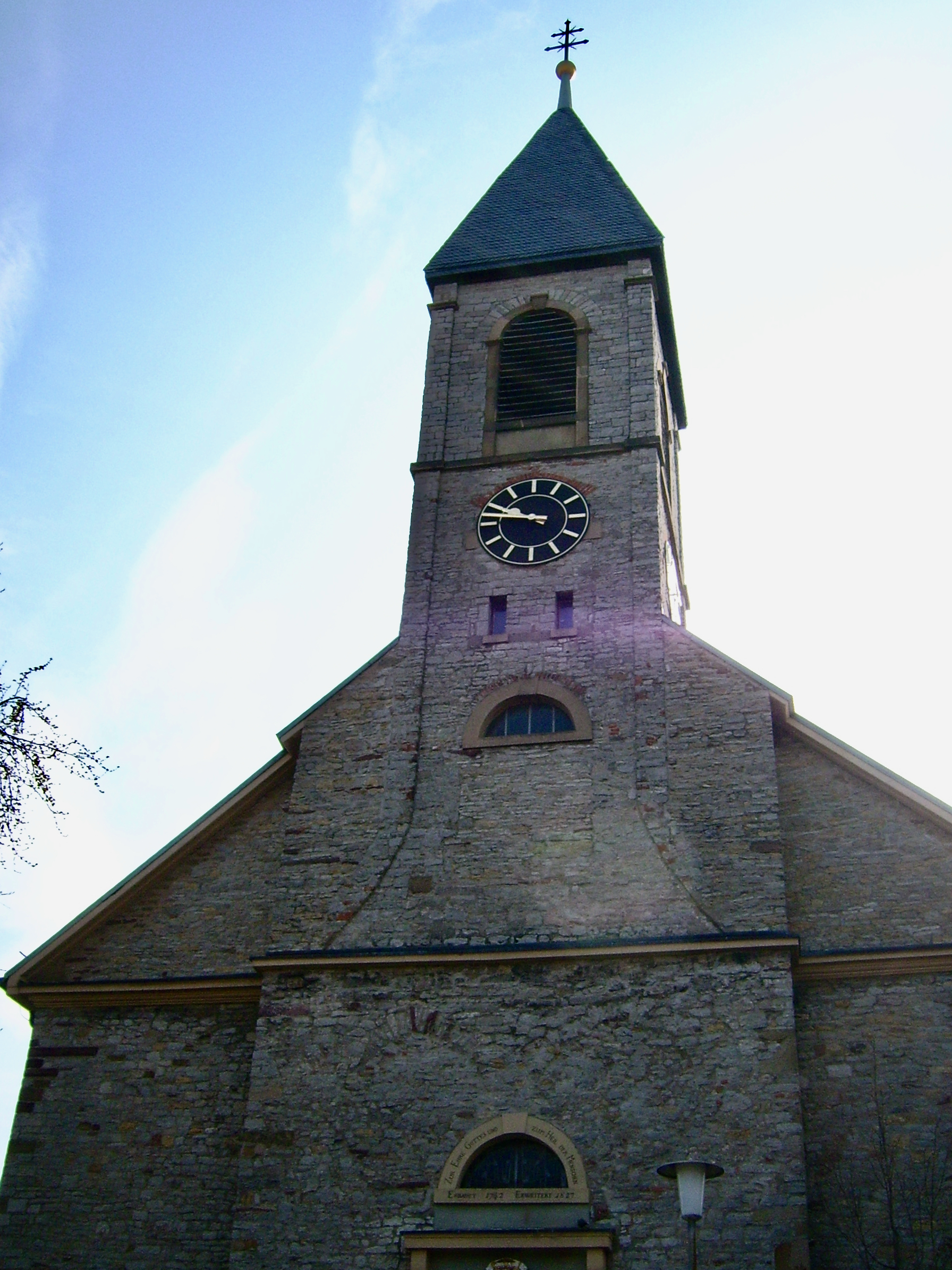
Kirche von Büchenau

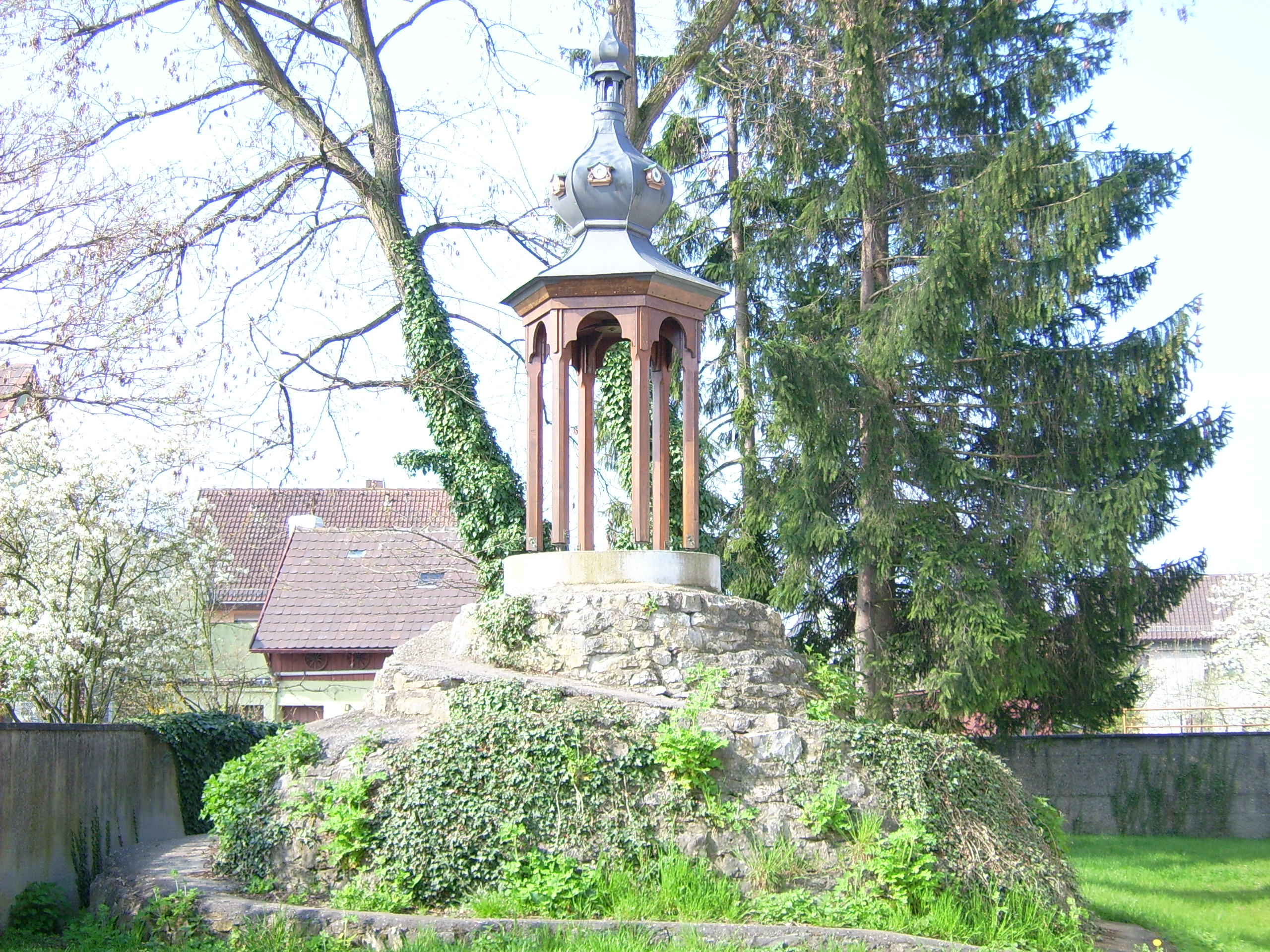
Altes Zwiebeldach

Man kann die Geschichte der Büchenauer Kirche bis in das Jahr 1450 zurückverfolgen. Damals erfolgte die Fertigstellung des Glockenturmes mit Platz für 3 Glocken. Eine erste Glocke wurde 1468, 1473/1474 wurde zwei weitere eingefügt.
Wegen Platzmangels erfolgte 1742 der Abriss und Neuaufbau der Kirche. 1766 wurden der Barockaltar sowie der Tabernakel auf dem Hochaltar installiert.
Zugunsten einer Erweiterung wurden Teile der Kirche am 7. März 1827 abgerissen. 1888 waren Renovierungsarbeiten beendet, die Kirche hatte ihre heutige Länge erreicht. 1913 erfolgte eine Erhöhung des Glockenturmes, unter Beibehaltung des Zwiebeldaches.
Be einem Bombenangriff auf Büchenau 1945 brannte die Kirche vollständig aus. Der Wiederaufbau, nun mit einem Pyramidendach, ging in den Jahren 1946–1948 vonstatten. 1992–1995 wurde eine Renovierung des Innenraumes vorgenommen. Vom 2. Juli 1995 datiert die neue Orgel.
Die erste Glocke vom Jahre 1468 wurde 2006 von der Stadt Bruchsal zurückgeholt und ist nun in der Kirche ausgestellt.
Der (übersetzte) Wortlaut heißt wie folgt:
Ossanna heiß ich Meister Jorg
goß mich im Jahre 1776.

## Schutzpatron
Namensgeber der Kirche ist der Apostel Bartholomäus, der als Märtyrer starb. In der Kirche steht eine Statue von St. Bartholomäus, wie er seine eigene Haut in der einen und ein Messer in der anderen Hand hält.